# Romanovca, Ungheni
Romanovca este un sat din componența orașului Cornești din raionul Ungheni, Republica Moldova.